# Brownhills
Brownhills este un oraș în comitatul West Midlands, regiunea West Midlands, Anglia. Orașul aparține districtului metropolitan Walsall.
1. ↑  , Wikipedia în esperanto https://www.citypopulation.de/en/uk/westmidlands/west_midlands/E63002598__brownhills Lipsește sau este vid: |title= (ajutor)